# دفترا

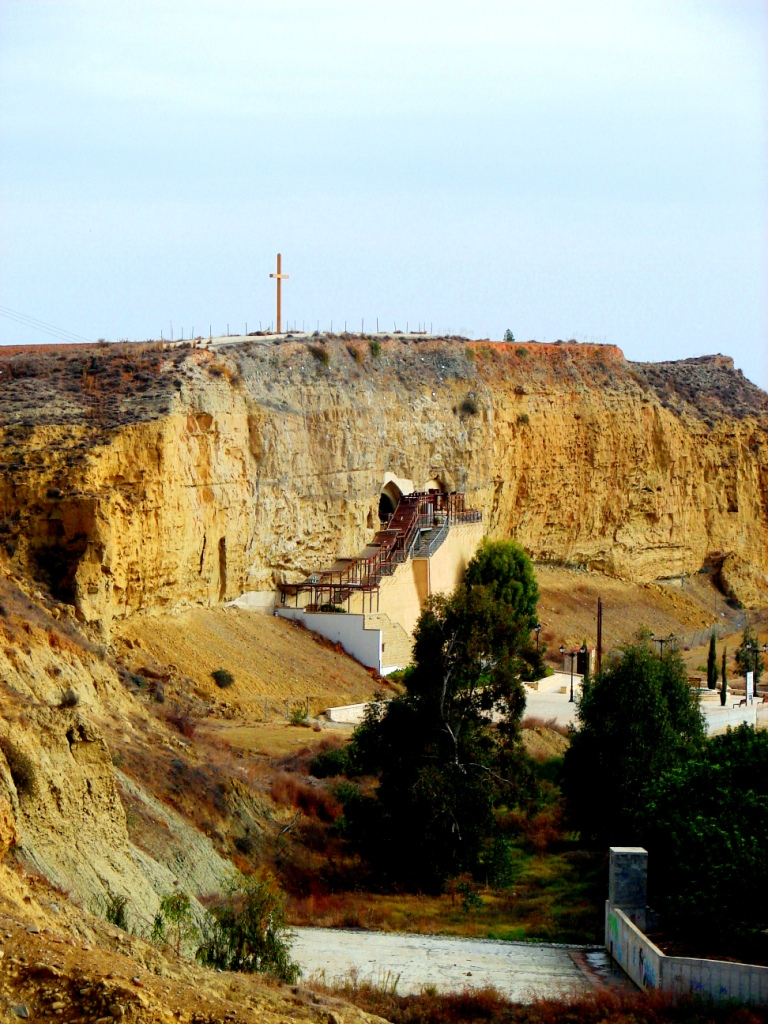
دفتِرا

دفترا (به لاتین: Deftera) یک منطقهٔ مسکونی در قبرس است که در ناحیه نیکوزیا واقع شده‌است.

## خصوصیات
دفترا  ۴٬۸۴۳ نفر جمعیت دارد.